# United States Senate Watergate Committee
Le United States Senate Watergate Committee, souvent traduit et abrégé par la commission du Watergate, est une commission sénatoriale qui se déroula en 1973 faisant suite au premier procès des cambrioleurs de l'immeuble du Watergate, mené par le juge Sirica. Elle est commanditée par le sénateur Ted Kennedy et votée par la majorité démocrate du Sénat. Les premières auditions de la commission se déroule dans l'année suivant la réélection du président Richard Nixon. Les révélations qu'elle fera sur le scandale du Watergate au fur et à mesure de l'avancement de l'enquête provoquera une réprobation nationale et le vote par la Chambre des représentants de la procédure d’impeachment du président Nixon. Celui-ci préférera remettre sa démission anticipa sa destitution par le Sénat.

## Membres

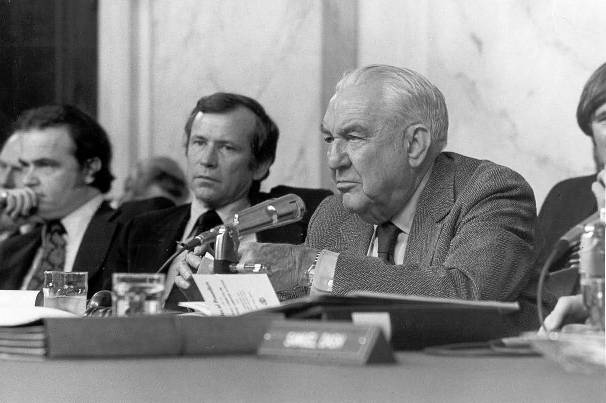
De gauche à droite: Fred Thompson, Howard Baker, Sam Ervin.

La commission fut dirigée par Sam Ervin et compta sept membres, 4 démocrates (alors majoritaires au Sénat) et trois républicains.
| Parti majoritaire (dém.) | Parti majoritaire (dém.) | State            |
| ------------------------ | ------------------------ | ---------------- |
|                          | Sam J. Ervin, président  | Caroline du Nord |
|                          | Daniel K. Inouye         | Hawaii           |
|                          | Joseph M. Montoya        | Nouveau-Mexique  |
|                          | Herman E. Talmadge       | Géorgie          |

| Parti minoritaire (rép.) | Parti minoritaire (rép.)            | État        |
| ------------------------ | ----------------------------------- | ----------- |
|                          | Howard H. Baker, Jr., membre senior | Tennessee   |
|                          | Edward J. Gurney                    | Floride     |
|                          | Lowell P. Weicker, Jr.              | Connecticut |

## Conclusions et conséquences
La commission d'enquête conclut à la culpabilité du président Nixon et à son rôle actif dans la mise sur écoute du bâtiment du parti Démocrate, aux pressions de celui-ci sur la CIA et le FBI pour étouffer l'affaire et sur la falsification de documents visant à discréditer de hautes personnalités publiques et privées. Certaines révélation faites au comité conduisit à l'ouverture d'autres commissions d'enquêtes dont la commission Church, qui aboutit à une surveillance accrue des autorités politiques sur les services de renseignements (CIA, FBI) et un affaiblissement de la fonction présidentielle au profit du Congrès.